# Radiodonts
Els radiodonts (Radiodonta) són un tàxon proposat per contenir tant els anomalocàrids (com Anomalocaris i Schinderhannes) com els opabínids (sent Opabinia l'únic conegut). Un altre gènere és Kerygmachela, que encara que no és un anomalocàrid, es considera membre dels radiodonts.